# L'Événement (récit)
Pour les articles homonymes, voir L'Événement.
L'Événement est un récit à caractère auto-socio-biographique sur le thème de l'avortement, publié en 2000 chez Gallimard par l'autrice française prix Nobel de littérature Annie Ernaux.

## Résumé
L’occasion d’un dépistage à l'hôpital Lariboisière replonge Annie Ernaux dans l’attente du verdict du docteur N. en 1963. Quatre ans avant la légalisation de la pilule contraceptive et douze ans avant la loi Veil, ce récit autobiographique décrit le parcours du combattant d’une jeune étudiante pour avorter.  
Elle est alors entourée, bien que laissée à elle-même, d’un gynécologue, d’une faiseuse d’anges, et de sa voisine de chambre. Elle est prête à tout pour avorter, même à enfreindre la loi, car « comme d’habitude, il était impossible de déterminer si l’avortement était interdit parce que c’était mal, ou si c’était mal parce que c’était interdit ». Ce livre montre comment une jeune femme jugée trop libre fait face au rejet des médecins, aux regards méprisants, aux tabous ainsi qu’aux préjugés de classe.

## Personnages
- Annie Duchesne  : 23 ans, étudiante à Rouen
- Docteur N. : son gynécologue, compatissant, mais qui n'ose pas transgresser la loi
- P. : son petit ami, indifférent à cet événement
- Mme P.-R. : faiseuse d’ange, peu bavarde
- O. : sa voisine de chambre, aux idéaux bourgeois
- Mme P-L :une femme qui conseille a Annie Mme P-R
- ........ : le médecin de la famille

## Écriture de l'auto-socio-biographie
Cette « auto-socio-biographie » a été rédigée par Annie Ernaux à l’aide du journal qu’elle tenait à l’époque (1963-64), et est ponctuée de ses réflexions au moment où elle écrit. Elle fait ainsi des recoupements avec l’actualité, notamment quand elle évoque les réfugiés kosovars à Calais : « on pourchasse les passeurs, on déplore leur existence comme il y a trente ans celle des avorteuses ».
Annie Ernaux se livre dans cet ouvrage, sans filtre et avec honnêteté, sur cet événement qui a bouleversé sa vie. Elle compare son travail d’écriture au « véritable but de sa vie ». Elle communique également la fierté qu’elle a éprouvée, celle d’être allée au bout de quelque chose. Au bout de « l’horreur ou de la beauté », elle ne sait pas. La romancière utilise parfois un langage cru et violent, mais dit vouloir « résister au lyrisme et à la colère ». Il s’agit d’un éclairage historique et social sur la condition des femmes.

## Extrait
« Je veux m’immerger à nouveau dans cette période de ma vie, savoir ce qui a été trouvé là. Cette exploration s’inscrira dans la trame d’un récit, seul capable de rendre un événement qui n’a été que du temps au-dedans et au-dehors de moi. Un agenda et un journal intime tenus pendant ces mois m’apporteront les repères et les preuves nécessaires à l’établissement des faits. Je m’efforcerai par-dessus tout de descendre dans chaque image, jusqu’à ce que j’aie la sensation physique de la « rejoindre », et que quelques mots surgissent, dont je puisse dire, « c’est ça ». D’entendre à nouveau chacune de ces phrases, indélébiles en moi, dont le sens devait être alors si intenable, ou à l’inverse si consolant, que les penser aujourd’hui me submerge de dégoût ou de douceur. »

## Réception
Le livre est classé parmi « les 25 livres féministes qu'il faut avoir lus » par le quotidien suisse Le Temps.

## Adaptation
Françoise Gillard adapte L'Évènement au théâtre en 2017, sous l'impulsion de Denis Podalydès. Cette version seule sur scène fera l'objet de plusieurs tournées, dont une au Maroc en 2018 et au Liban en 2020, pays où la loi restreint l'avortement uniquement aux situations mettant en danger la vie de la mère.
Le roman fait aussi l'objet d'une adaptation cinématographique en 2021, L'Événement, film réalisé par Audrey Diwan, qui remporte le Lion d'or à la 78e édition de la Mostra de Venise.